# John van de Ruit
John Howard van de Ruit (Durban, 20 de abril de 1975) é um escritor e ator sul-africano conhecido pela sua colaboração no show satírico  Green Mamba com Ben Voss. Estudou arte dramático na Universidade de Natal.